# Cuộc vây hãm pháo đài Metz
Một trận chiến quan trọng của chiến tranh Pháp - Phổ (1870-1871). Nội dung tóm tắt:
Sau khi Đạo quân sông Rhine Thống chế Bazaine bị đánh bại tại Gravelotte, quân Pháp phải rút về Metz và bị hơn 150.000 quân Phổ thuộc Quân đoàn một và Quân đoàn hai vây hãm. Metz là một pháo đài kiên cố bậc nhất của Pháp lúc bấy giờ, được bảo vệ bởi 7 pháo lũy bao quanh, cách trung tâm thành phố khoảng 2, 3 km để giúp cho thành phố khỏi bị pháo uy hiếp. Trong thành phố có dự trữ một lượng khả dĩ lương thực có thể dùng trong nhiều tháng. Quân Pháp vài lần định tổ chức phá vây, nhưng đều bị quân Phổ đánh lui. Thống chế Bazaine dù trước đó có tiếng là thống chế trẻ tuổi và tài ba bậc nhất nước Pháp lúc bấy giờ cũng bị vướng chân bởi nạn quan liêu trong bộ máy hành chính, nên quân Pháp hoạt động rất chậm chạp và thiếu hiệu quả, thêm vào đó, bộ tham mưu và những phụ tá của ông lại mâu thuẫn với nhau.
Thống chế Bazaine dự định cố thủ tại Metz, chờ quân Đức tấn công vào các vị trí kiên cố, được bố phòng cẩn thận của mình, để cầm chân gần 200.000 quân Đức. Tuy nhiên sức ép Hoàng hậu và công luận tại Paris buộc Napoléon III không thể lui lại, mà phải đưa các lực lượng dự bị cuối cùng của Pháp là Đạo quân Châlons đánh giải vây cho Metz. Kết quả hết sức tai hại, Đạo quân Châlons bị đánh bại và phải hạ vũ khí đầu hàng tại Sedan, tình hình Metz trở nên tuyệt vọng vì Pháp không còn lực lượng dự bị nào để ứng cứu cho Metz. Tệ hơn là do sự quan liêu của quan chức Pháp mà hậu cần cho quân Pháp hóa ra hết sức bất cập. Lương thực tuy đủ dùng nhưng không hợp với binh lính Pháp, nên đến cuối cuộc vây hãm, rất nhiều binh lính Pháp bị ốm, bị bệnh. Pháo đài Metz tuy kiên cố nhưng vốn được thiết kế cho một lực lượng đồn trú nhỏ, nay phải căng ra để chứa một đạo quân rất lớn, cộng với 60.000 dân bản địa và một số dân chúng quanh vùng chạy nạn, nên những vật tư thiết yếu bị thiếu nghiêm trọng. Quân Phổ do nắm được tình hình quân Pháp nên không tổ chức tấn công vào pháo đài để tránh thiệt hại, mà vây hãm quân Pháp cho tới khi quân Pháp hoàn toàn kiệt quệ. Tuy Moltke viết rằng: "cuộc vây hãm Metz không làm nên một phần nào trong kế hoạch nguyên thủy của chiến dịch", quân Pháp đã đại bại nên không còn sự lựa chọn. Tới ngày 27 tháng 10, 180 ngàn quân Pháp buộc phải hạ vũ khí đầu hàng.
Với Metz thất thủ, các lực lượng còn sót lại duy nhất của Pháp đầu hàng, Pháp không còn quân đội chính quy, đồng thời các lực lượng Phổ bao vây Metz cũng được giải phóng để tham gia các mặt trận khác, kết cục chiến tranh đã được định đoạt. Thống chế Bazaine bị xử án vắng mặt và bị buộc tội phản quốc, kết án tử hình, nhưng về sau Thống chế Mac-Mahon, lúc bấy giờ là Tổng thống Pháp giảm án thành đi đày biệt xứ 20 năm. Sau này có ý kiến cho rằng Thống chế Bazaine cũng chỉ là một nạn nhân, vì ông đã làm hết những gì có thể, và ông chẳng qua là vật tế thần để trút nỗi hận thua trận của người Pháp. Thực chất, thất bại thê lương của Bazaine chỉ chứng tỏ sự lãnh đạo yếu kém của ông mà thôi. Sau một thời gian đi đày, ông trốn thoát khỏi nơi giam cầm và đi tỵ nạn chính trị.